# Châtrices
 Châtrices  es una comuna y población de Francia, en la región de Champaña-Ardenas, departamento de Marne, en el distrito y cantón de Sainte-Menehould.
Su población en el censo de 1999 era de 39 habitantes.
Está integrada en la  Communauté de communes de la Région de Sainte-Menehould .

## Demografía
| 43 | 78 | 60 | 60 | 50 | 39 |
| Para los censos de 1962 a 1999 la población legal corresponde a la población sin duplicidades (Fuente: INSEE [Consultar]) |    |    |    |    |    |

- Datos: Q1115912
- Multimedia: Châtrices / Q1115912

1. ↑  Worldpostalcodes.org, código postal n.º 51800.
2. ↑  INSEE, Datos de población para el año 2012 de Châtrices (en francés).